# Sapor Mamicônio
Sapor (em armênio/arménio: Շապուհ Մամիկոնեանը; romaniz.: Šapuh Mamikonian) foi nobre armênio do século VIII.

## Nome
O nome Xapur (Šapur) combina as palavras šāh (rei) pūr (filho), significando literalmente "filho do rei". Seu nome foi utilizado por vários reis e notáveis durante o Império Sassânida e além e deriva do persa antigo Quexaiatia.putra (*xšayaθiya.puθra). Pode ter sido um título, mas ao menos desde as últimas décadas do século II tornou-se um nome próprio. Foi registrado em parta (𐭔𐭇𐭉𐭐𐭅𐭇𐭓, šḥypwḥr) e persa médio (𐭱𐭧𐭯𐭥𐭧𐭥𐭩, šhpwr-y) como Xapur, em pálavi maniqueísta como Xabur (em parta: 𐫢𐫀𐫁𐫇𐫍𐫡, Š’bwhr), no livro pálavi como Xapur (šhpwhl), em armênio como Xapu (Շապուհ, Šapuh) e Xapur (Շապուրհ, Šapurh), em siríaco como Xabor (ܫܒܘܪ, Šāḇōr), em sogdiano como Xapur (š’p(‘)wr), em grego como Sapores (Σαπώρης, Sapṓrēs), Sabur (Σαβούρ, Saboúr) e Sabor (Σαβόρ, Sabór), em latim como Sapores e Sapor, em árabe como Assabur (الصبور, al-Sābūr) e em persa novo como Xapur (شاپور / شاه پور, Šāpur / Šāhpur), Xafur (شاهفور, Šahfur), etc.

## Vida
Sapor era filho de Musel VI. Em 775, os árabes do Califado Abássida matam muitos nobres das famílias armênias na Batalha de Bagrauandena, incluindo Samuel II. Com sua morte, os Mamicônios perdem boa parte de suas propriedades e Sapor recebe apenas Bagrauandena. No rescaldo da batalha, se refugiu com seu irmão Bardas com Meruzanes II Arzerúnio, que os assassina para agradar os árabes em 785 ou 775.